# Матиас-Барбоза
Матиас-Барбоза (порт. Matias Barbosa) — муниципалитет в Бразилии, входит в штат Минас-Жерайс. Составная часть мезорегиона Зона-да-Мата. Входит в экономико-статистический микрорегион Жуис-ди-Фора. Население составляет 13 334 человека на 2006 год. Занимает площадь 156,728 км². Плотность населения — 85,1 чел./км².

## История
Город основан 7 сентября 1923 года. 

## Статистика
- Валовой внутренний продукт на 2003 год составляет 125 153 237,00 реалов (данные: Бразильский институт географии и статистики).
- Валовой внутренний продукт на душу населения на 2003 год составляет 9724,42 реалов (данные: Бразильский институт географии и статистики).
- Индекс развития человеческого потенциала на 2000 год составляет 0,782 (данные: Программа развития ООН).

## География
Климат местности: горный тропический.